# Fernsehturm

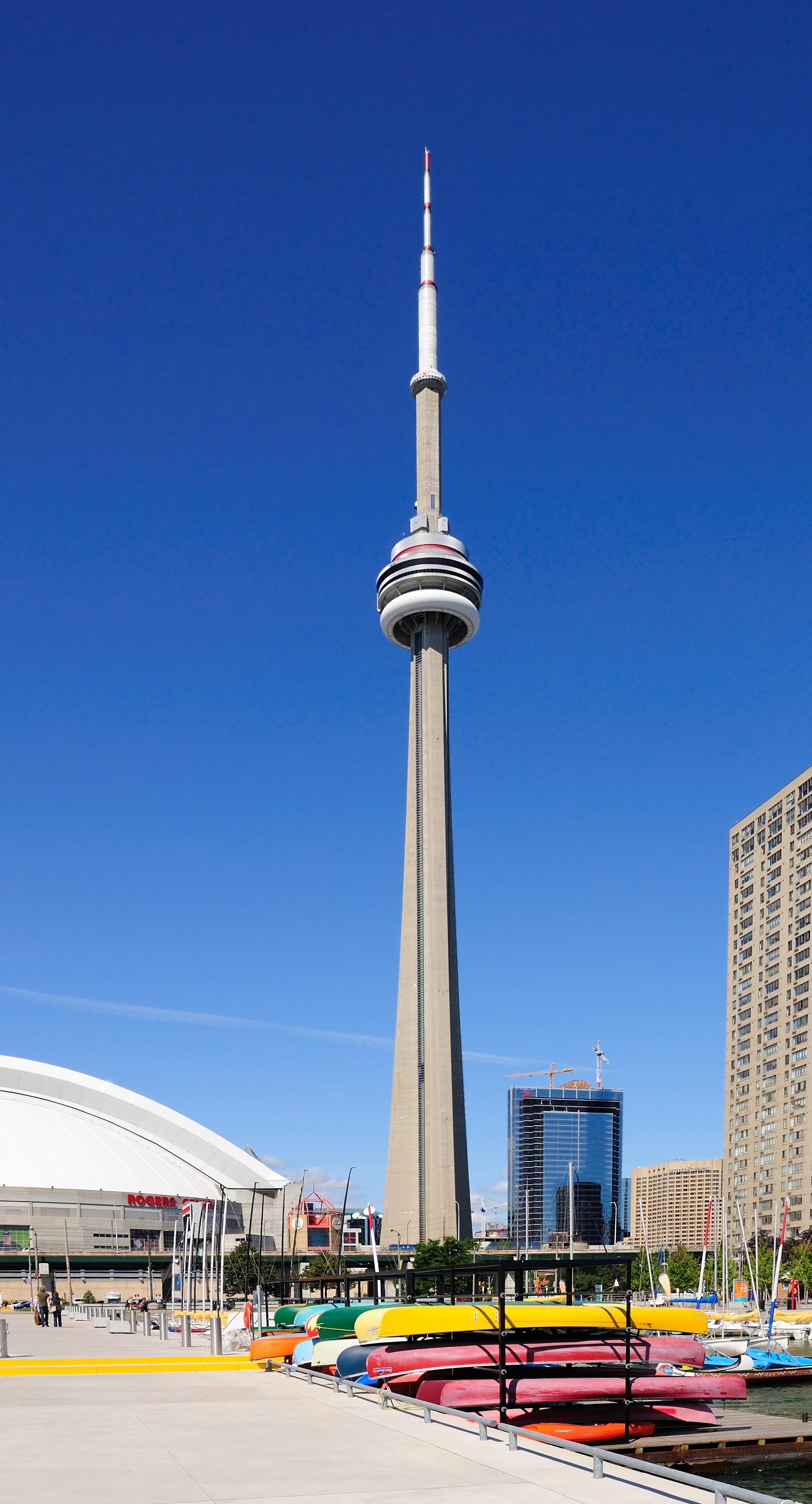
Von 1976 bis 2009 der höchste Fernsehturm der Welt: der CN Tower in Toronto, Kanada

Fernsehturm oder Fernmeldeturm wird ein meist röhrenförmiger Turm in schlanker Stahlbetonbauweise (vertikale Kragarmkonstruktion) genannt, von dem Hörfunk- oder Fernsehsignale ausgesendet werden. Fernmeldetürme werden auch für richtfunkbasierte Telekommunikation, wie die Übertragung von Telefongesprächen verwendet, wobei diese zunehmend durch Glasfaserkabel oder Satellitenkommunikation übernommen wird. Der Unterschied zum allgemeinen Funkturm (meist als Stahlkonstruktion) liegt in der Bauweise; von Hochhäusern unterscheidet einen Fernsehturm der Hauptzweck. Fernsehtürme sind vielfach für den Publikumsverkehr geöffnet und bieten neben Aussichtsplattformen auch Restaurants oder Cafés. Eine Sonderform des Fernmeldeturms waren die militärisch genutzten Aufklärungstürme, die inzwischen meist stillgelegt sind.

## Begriffsabgrenzung

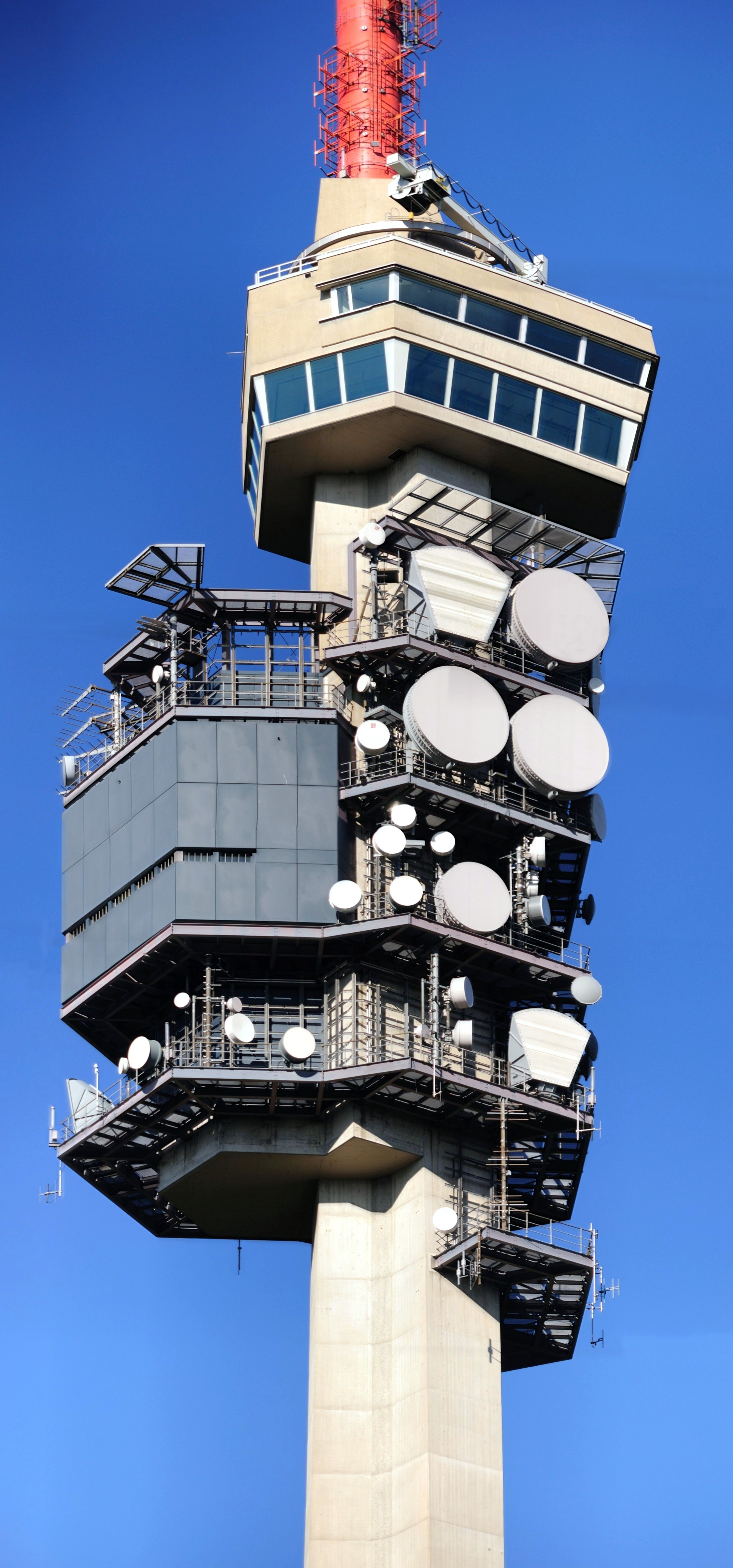
Turmkorb des Fernsehturms St. Chrischona, Schweiz

Grundsätzlich sind Fernseh- oder Fernmeldetürme von Wolkenkratzern und Sendemasten klar abgrenzbar. Wolkenkratzer dienen hauptsächlich Büro- oder Wohnzwecken. Sendemasten sind mit Pardunen abgespannte Konstruktionen, die im Gegensatz zu Fernseh- oder Fernmeldetürmen über kein Betriebsgeschoss und keine Aussichtsplattform verfügen. Allerdings gibt es auch Bauwerke, welche Übergangsformen zwischen Sendemasten und Fernsehtürmen darstellen, wie der Gerbrandytoren in den Niederlanden. Auch existieren Bauwerke, die eine Mischung aus Fernsehturm und Hochhaus darstellen, wie die A-Türme der einstigen Post in der DDR und der Fernsehturm im polnischen Beuthen.
Laut Duden sind die Begriffe Fernsehturm und Fernmeldeturm synonym zueinander. Im täglichen Sprachgebrauch werden sie auch häufig vermischt. Tatsächlich gibt es in der deutschen Sprache einen Bedeutungsunterschied zwischen beiden Begriffen:
Als Fernsehturm wird ein freistehender Sendeturm für die Verbreitung von UKW-Hörfunk- und Fernsehprogrammen bezeichnet. Diese Bezeichnung wird auch oft für Türme mit Richtfunkantennen verwendet, die über eine für die Öffentlichkeit zugängliche Aussichtsplattform verfügen. Diese befindet sich meist im sogenannten Turmkorb. Manche Türme verfügen dort sogar noch über ein Drehrestaurant. Oft befinden sich dort auch die Betriebsgeschosse für die Mitarbeiter, die funktechnischen Einrichtungen sowie Anlagen für Wartungs- und Instandhaltungsarbeiten (z. B. ausfahrbare Kräne). Meistens hat ein Fernsehturm aus architektonisch-ästhetischen Gründen nur einen Turmkorb. Anders zum Beispiel der Olympiaturm in München, der die Betriebsgeschosse und die Plattformen für die Öffentlichkeit in zwei getrennten Turmkörben beherbergt.
Als Fernmeldeturm wird ein freistehender Sendeturm bezeichnet, der für die Installation von Richtfunkantennen vorgesehen ist. Die meisten freistehenden Sendetürme der Deutschen Telekom AG sind derartige Bauwerke. Ein Fernmeldeturm hat im Gegensatz zum Sendemast ein Betriebsgeschoss.
Als Funkturm/Sendemast werden kleinere freistehende Sendetürme bezeichnet, die nur für Sender kleiner Leistung verwendet werden. Der Begriff kann auch für freistehende selbststrahlende Sendetürme verwendet werden.

## Geschichte

### Überblick
Die Baustoffe Gusseisen, Schmiedeeisen und später Stahl ermöglichten den Ingenieuren Anfang des 19. Jahrhunderts ganz neuartige Brückenbauten. Mit Hilfe dieser neuen Werkstoffe ging der Traum in Erfüllung, hohe Türme in den Himmel zu bauen. Bereits 1833 plante der englische Ingenieur Richard Trevithick eine 1000 Fuß (305 Meter) hohe Säule aus Gusseisenelementen zu erbauen. Später sollte zur amerikanischen Weltausstellung in Philadelphia eine 1000 Fuß hohe Eisenröhre aufgestellt werden, die mit Hilfe von Stahlseilen abgespannt werden sollte. Diese nie errichtete Konstruktion, welche 9 Meter im Durchmesser messen sollte, wies allerdings gravierende Planungsfehler auf, so dass ihre Standfestigkeit fragwürdig gewesen wäre. Tatsächlich gebaut wurde 1854 der König-Friedrich-August-Turm, ein 28 m hoher Aussichtsturm rein aus Gusseisen auf dem Löbauer Berg im sächsischen Löbau.

### Vom Eiffelturm zum Sendeturm
1881 wurde vorgeschlagen, Paris mit einem 300 Meter hohen Leuchtturm auszuleuchten. Dieser Turm sollte aus Granit gebaut werden; die Ausführbarkeit dieses Projektes zweifelte Gustave Eiffel jedoch zu Recht an und präsentierte 1885 seine Pläne zum Bau des Eiffelturms der Öffentlichkeit. Der Entwurf des 300 Meter hohen Turmes aus Stahlfachwerk sollte mit vier stark gespreizten Beinen die Windkräfte besonders günstig aufnehmen. Trotz zahlreicher Kritiker und Gegner behielt Gustave Eiffel mit seiner Prognose Recht, dass dieser Bau zum Symbol des Fortschritts werden würde. Er war der Hauptanziehungspunkt der Weltausstellung. Daneben wurde er zum Versuchslabor für meteorologische, physikalische und sogar physiologische Experimente. Ebenso wurde die drahtlose Telegrafie erprobt, was den Eiffelturm zum ersten Funkturm der Geschichte macht, obgleich er diese Funktion nicht lange behielt und aus anderer Motivation erbaut worden war (Aussichtsturm der Weltausstellung).
Der Eiffelturm wurde zum Vorbild vieler Planungen von Stahltürmen. Allerdings war er nicht der erste Stahlfachwerkturm, denn schon einige Jahre zuvor wurden einige kleine Aussichtstürme in Stahlfachwerkbauweise errichtet, wie der Büchenbronner Aussichtsturm (1884 fertiggestellt), der Aussichtsturm Götzingerhöhe (1883) oder der Aussichtsturm Kulm-Saalfeld (1884). Die Stadt London schrieb 1890 einen Turmbauwettbewerb aus. Die zwanzig eingegangenen Vorschläge sahen Türme zwischen 300 Meter und 456 Meter Höhe vor. Zwar wurde mit dem Bau begonnen, es entstand aber nur ein Turmstumpf von 47 Metern Höhe, der 1907 abgerissen wurde (Watkin’s Tower).
Anfang des 20. Jahrhunderts entstand mit der Erfindung des Funkverkehrs ein Bedarf nach hohen Türmen, die am einfachsten als Stahlfachwerkkonstruktion realisiert werden konnten. Allerdings erfolgte seinerzeit fast der gesamte Funkverkehr im Bereich langer Wellen (Wellenlänge > 100 Meter), so dass die damals errichteten Antennentürme meistens Drahtantennen trugen, welche an den Bauwerken wie Freileitungen an Hochspannungsmasten mit Isolatoren befestigt waren. Oft wurden diese Türme selbst auch noch auf Isolatoren gesetzt, um das Abfließen der Antennenströme über die Bauwerke zu verhindern.

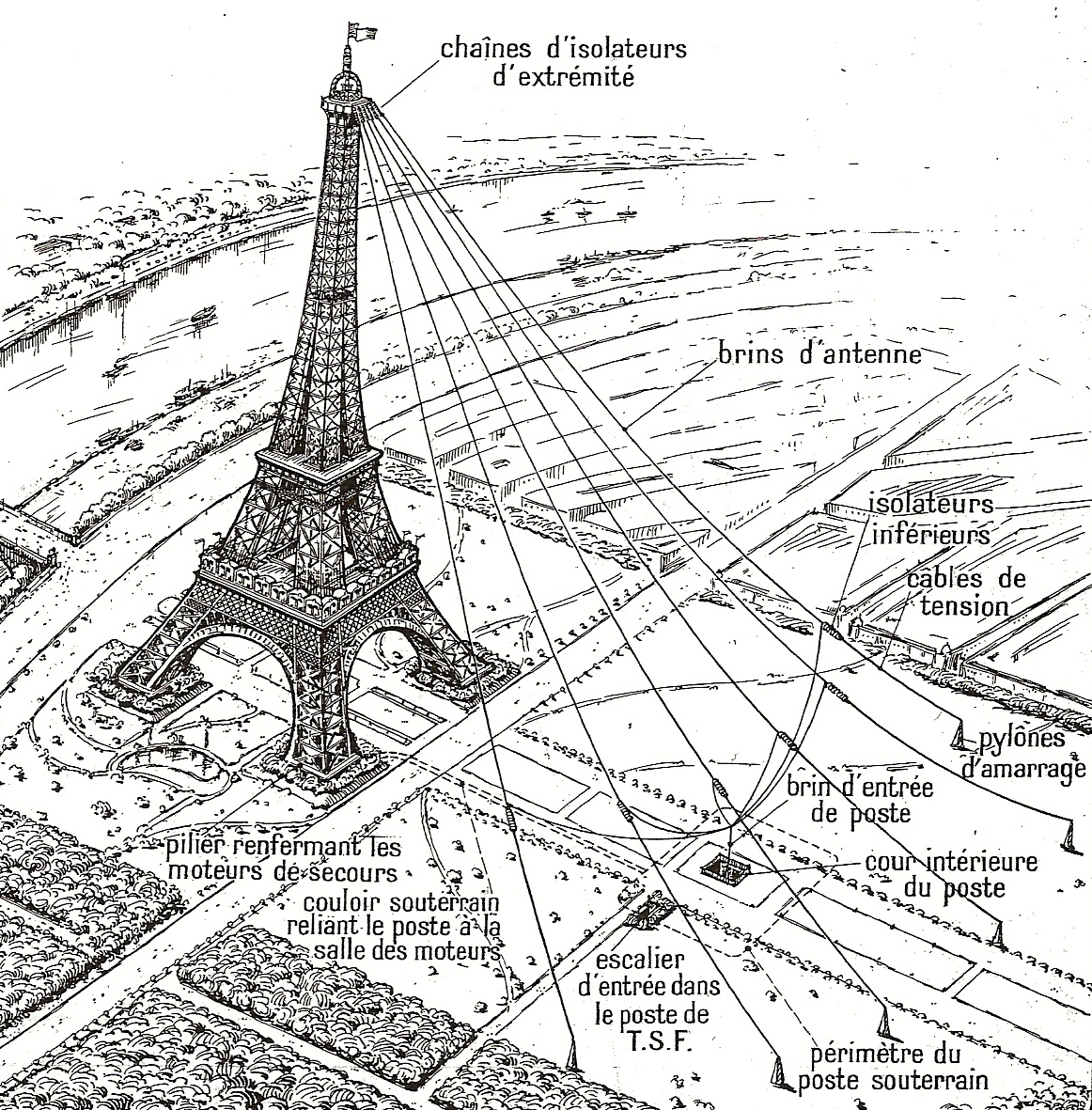
Radiotelegrafische Nutzung des Eiffelturms 1914

Die Antennenanlage des Eiffelturms, der bis Mitte der 1950er Jahre als Sendeturm für Funkdienste im Langwellenbereich (und von 1922 bis 1940 auch für Mittelwellenrundfunk) diente, bestand seinerzeit aus mehreren Drähten, die an Isolatoren an der Spitze des Turms und mehreren Ankerpunkten im Marsfeld befestigt waren.
Daneben wurden auch schon die ersten selbststrahlenden Sendemasten errichtet, bei denen der ganze Turm eine gegen Erde isolierte Antenne darstellt. Da gegen Erde isolierte Funktürme während des Sendebetriebs eine mehr oder minder hohe Hochfrequenzspannung gegen Erde führen, ist eine Nutzung dieser Bauwerke als Aussichtsturm nicht möglich, da nur über einen Verbindungssteg aus isolierendem Material ein Zugang zum Turm möglich wäre.
Bis Mitte der 1930er Jahre wurde nur ein Sendeturm mit Aussichtsbereich gebaut, und zwar der Berliner Funkturm. Er sollte auch gegen Erde isoliert aufgestellt werden, er wurde dann aber über den Fahrstuhlschacht geerdet, da ansonsten zu hohe Spannungen an den Turmfüßen aufgetreten wären, die für die Besucher unangenehme Folgen gehabt hätten. Die Erdung des Berliner Funkturms bewirkte aber, dass in Richtung des Stadtzentrums Berlins, des Hauptversorgungsgebiets des am Turm installierten Mittelwellenrundfunksenders, nur verhältnismäßig wenig Hochfrequenzenergie abgestrahlt wurde, weshalb in der Boxhagener Straße seinerzeit ein Füllsender installiert wurde.
Zwischen 1930 und 1935 gingen die Turmbauer in Deutschland beim Bau von Sendetürmen für den Mittelwellenrundfunk einen Sonderweg, indem in freistehenden Holzfachwerktürmen mit bis zu 190 Meter Höhe Drahtantennen aufgehängt oder diese an der Außenseite der Türme befestigt wurden. Diese Bauweise musste nach 1935 aufgegeben werden, nachdem ein Tornado den erst ein Jahr alten Holzturm des Sendeturms Langenberg zerstört hatte. So wurden dann nur noch vereinzelt Sendetürme aus Holz errichtet, wie für den Sender Golm in Potsdam.
Viele dieser hölzernen Sendetürme wurden zu Kriegsende von der sich zurückziehenden Wehrmacht zerstört, da sie als Orientierungspunkte für die Gegner dienen konnten. In der Folgezeit wurden diese Bauwerke nach und nach durch selbststrahlende Sendemasten ersetzt. Der letzte hölzerne Sendeturm in der DDR war der Sendeturm Golm, der am 15. Oktober 1979 abgerissen wurde, und in der alten Bundesrepublik Deutschland der Sendeturm des Rundfunksenders Ismaning, der am 16. März 1983 abgerissen wurde.
In den ehemaligen deutschen Ostgebieten überstanden zwei Holztürme den Zweiten Weltkrieg und zwar in Zorawina und in Gleiwitz. Ersterer wurde 1990 abgerissen, während letzterer nun als höchster Holzturm der Welt das letzte Relikt dieser Epoche darstellt.
Mitte der 1930er Jahre entstand mit der Erfindung des Fernsehens die Notwendigkeit, Türme für die Ausstrahlung ultrakurzer Wellen zu errichten. Da in diesen Frequenzbändern die Antennen kurz und die Ausbreitung quasioptisch erfolgt, mussten hierfür Bauwerke an exponierten Stellen oder möglichst hohe Bauwerke errichtet werden, die im Unterschied zu Sendetürmen für Lang- und Mittelwellen nur reine Antennenträger sind und deshalb als geerdete Konstruktion aus beliebigem Material ausgeführt sein können.
Der erste Fernsehsendeturm war der Berliner Funkturm, auf dessen Spitze 1935 eine entsprechende Antenne installiert wurde. Wenig später begann der Bau weiterer Fernsehtürme und zwar auf dem Brocken (1937), auf dem Feldberg im Taunus (1953) und auf dem Großen Inselsberg (1939); die erste reguläre Fernsehausstrahlung in Deutschland wurde wegen des Ausbruchs des Zweiten Weltkriegs abgesagt.
Alle diese Türme ähnelten mehr Hochhäusern als Sendetürmen. Der Fernsehturm auf dem Brocken erhielt eine verglaste Aussichtsplattform, während der Sendeturm auf dem Großen Feldberg aus einem Betonturm mit metallfreiem Holzaufbau zum Schutz der Antennen bestand. Der Fernsehturm auf dem Großen Inselsberg bestand aus einer zylindrischen Betonkonstruktion. Kurz nach Ausbruch des Krieges wurden diese Türme in Radarstationen umgebaut.
Im Zweiten Weltkrieg brannte der Fernsehturm auf dem Großen Feldberg ab. Er wurde unter Verwendung des Betonunterbaus wiedererrichtet, wobei aber auf diesen nicht wie vor dem Zweiten Weltkrieg direkt den Holzaufbau, sondern einige Geschosse aus Stahl, die den Holzaufbau zum Schutz der Antennen trugen, folgten.
Da Sendeantennen für UKW prinzipiell auf jedem Bauwerk ausreichender Stabilität installiert werden können, wurden auch einige geeignete bestehende Bauwerke mit solchen Antennen versehen. So erhielt das Empire State Building einen Antennenmast auf seiner Spitze und der einstige Aussichtsturm Tour métallique de Fourvière in Lyon wurde in einen für die Öffentlichkeit nicht zugänglichen Fernsehturm umgebaut.

### Vom Funkturm zum Fernsehturm

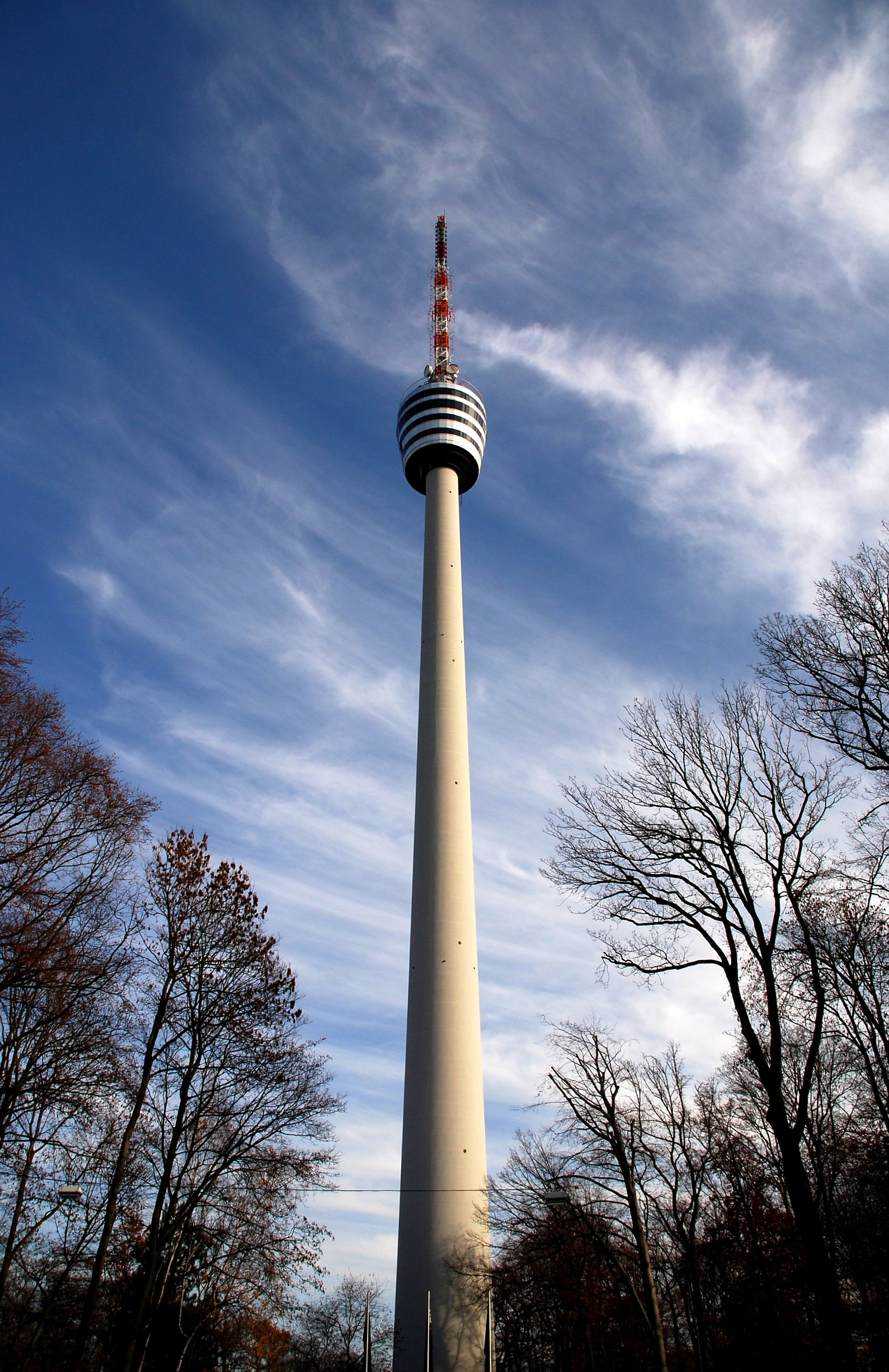
Stuttgarter Fernsehturm

Der Stuttgarter Fernsehturm war 1956 der weltweit erste hohe Turm, der als schlanke Röhre in Stahlbetonbauweise ausgeführt wurde, nachdem schon einige kleinere Stahlbetontürme, wie zum Beispiel der Fernmeldeturm Beckum (1952), für Richtfunkzwecke errichtet wurden. Er wurde vom Stuttgarter Bauingenieur Fritz Leonhardt entworfen, im Juni 1954 begonnen und im Februar 1956 fertiggestellt. Der Turm diente in seiner neuartigen Bauweise vielen weiteren Fernsehtürmen als Vorbild, der schlanke Turmschaft war ähnlich wie moderne Fabrikschornsteine gefertigt. 1958/59 folgte nach Plänen von Fritz Leonhardt der Bau des VW-Towers in Hannover.
Der steigende Bedarf an Funk- und Fernsehübertragung sorgte dafür, dass ab den 1960er Jahren weltweit viele neue Fernseh- und Fernmeldetürme gebaut wurden. In Deutschland wurden etwa 300 davon als standardisierte Typentürme im Auftrag der Bundespost an geeigneten Standorten errichtet. Daneben wurden auch von den ARD-Rundfunkanstalten, von einigen Zechenverwaltungen und vom Militär Sendetürme in Stahlbetonbauweise errichtet, obwohl für diese Institutionen auch weiterhin häufig freistehende oder abgespannte Stahltürme errichtet wurden. Mit der Privatisierung der Postunternehmen in Deutschland gingen diese zunächst an die Deutsche Telekom und im Jahr 2002 an die Deutsche Funkturm (DFMG) über. Bei Türmen in Großstädten wurden vielfach Publikumseinrichtungen, wie Aussichtsplattformen oder Turmrestaurants integriert, um die Akzeptanz der Türme zu erhöhen. So bekamen viele der größten Städte in Deutschland ihren „eigenen“ Fernsehturm. Die meisten Sendetürme stehen jedoch oft weitab von besiedelten Gebieten und sind für die Öffentlichkeit im Regelfall auch nicht zugänglich.
Nicht in allen Ländern fanden Sendetürme aus Beton größere Verbreitung. Während sie in Deutschland, den Niederlanden und Tschechien recht häufig sind, wurde diese Bauweise in Großbritannien und den USA nur sehr selten angewandt.
Nicht für alle funktechnischen Zwecke sind Betontürme die erste Wahl. Für Sendeanlagen, die im Längst-, Lang-, Mittel- und Kurzwellenbereich arbeiten, ist oft ein gegen Erde isolierter Turm die beste Wahl und ein Betonturm ist zu schwer, um ihn auf Isolatoren zu stellen.

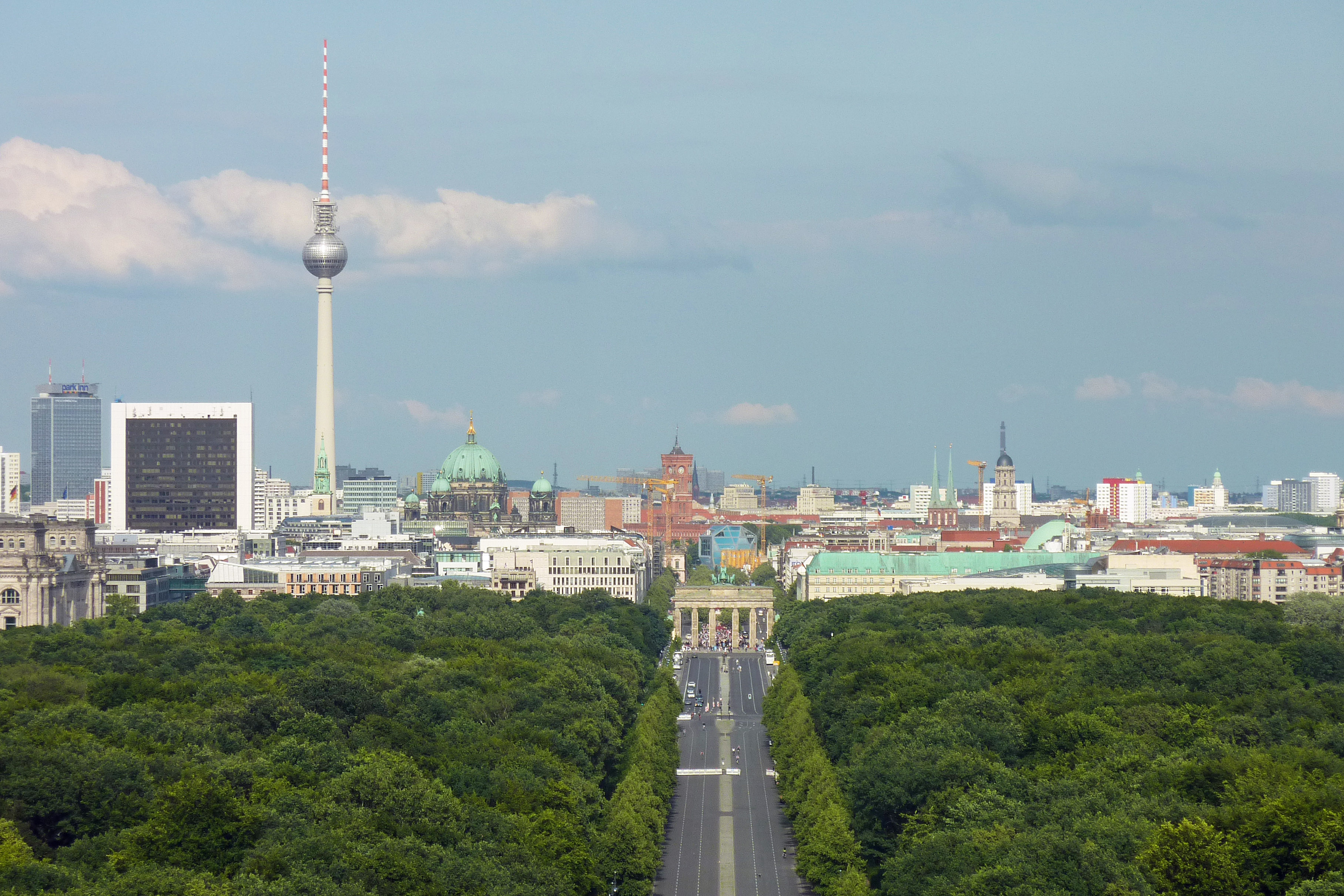
Der höchste Fernsehturm in Deutschland steht in Berlin.

Der höchste deutsche Fernsehturm ist der 1969 in Ost-Berlin erbaute Berliner Fernsehturm (368 m), in Europa der 1967 vollendete Moskauer Ostankino-Turm (540 Meter). Weltweit am höchsten ist der 634 m hohe Tokioter „Skytree“, der am 22. Mai 2012 eingeweiht wurde; alle per 2024.
Anderswo, wie in den Niederlanden, wurden auch Hybridtürme gebaut, eine Kombination aus einem Stahlbetonturm und einer abgespannten Antenne. Sehr selten ist die Kombination von Wasser- und Fernsehturm, z. B. der Fernsehturm St. Chrischona bei Basel, oder der Fernsehturm Heidelberg.
Es gibt auch einige Fernsehtürme, die in ihrer Bauweise mehr einem Hochhaus als einem herkömmlichen Fernsehturm ähneln. Beispiele hierfür sind der alte Fernsehturm auf dem Brocken im Harz, der Fernmeldeturm auf dem Großen Feldberg und der Fernsehturm im polnischen Bytkow.
Die Höhe eines Fernsehturms wird maßgeblich durch die Notwendigkeit bestimmt, die Antenne so hoch zu platzieren, dass die Signale störungsfrei gesendet und in großem Umkreis empfangen werden können. In zahlreichen Großstädten Nordamerikas übernehmen zumeist Wolkenkratzer diese Funktion.
Fernsehtürme haben als Touristenattraktion einer Stadt in Deutschland an Bedeutung verloren. Dies zeigt sich daran, dass 2021 lediglich drei der zehn höchsten (über 240 m) Fernsehtürme Deutschlands Gästen offenstehen:
- der Berliner Fernsehturm,
- der Olympiaturm in München und
- der Rheinturm in Düsseldorf.

Es ist schwieriger geworden, Pächter zu finden, die hohe Investitionen in modernen Brandschutz, in Aufzugstechnik und Marketing aufzuwenden bereit sind. Bis in die 1990er Jahre waren noch acht der zehn höchsten Fernsehtürme für Publikumsverkehr geöffnet.